# Anolis
Anolis este un gen de șopârle din familia Polychrotidae.

## Specii[1]
- Anolis achilles
- Anolis acutus
- Anolis adleri
- Anolis aeneus
- Anolis aequatorialis
- Anolis agassizi
- Anolis agueroi
- Anolis alayoni
- Anolis albimaculatus
- Anolis alfaroi
- Anolis aliniger
- Anolis allisoni
- Anolis altavelensis
- Anolis alumina
- Anolis alutaceus
- Anolis anatoloros
- Anolis andianus
- Anolis anfiloquioi
- Anolis angusticeps
- Anolis antioquiae
- Anolis apollinaris
- Anolis argenteolus
- Anolis argillaceus
- Anolis armouri
- Anolis attenuatus
- Anolis bahorucoensis
- Anolis baleatus
- Anolis baracoae
- Anolis barahonae
- Anolis barbatus
- Anolis barbouri
- Anolis bartschi
- Anolis bellipeniculus
- Anolis bimaculatus
- Anolis binotatus
- Anolis blanquillanus
- Anolis boettgeri
- Anolis bonairensis
- Anolis brevirostris
- Anolis brunneus
- Anolis calimae
- Anolis caquetae
- Anolis carlostoddi
- Anolis carolinensis
- Anolis casildae
- Anolis caudalis
- Anolis centralis
- Anolis chamaeleonides
- Anolis chloris
- Anolis chlorocyanus
- Anolis chocorum
- Anolis christophei
- Anolis clivicola
- Anolis coelestinus
- Anolis cooki
- Anolis cristatellus
- Anolis cristifer
- Anolis cupeyalensis
- Anolis cuvieri
- Anolis cyanopleurus
- Anolis cybotes
- Anolis danieli
- Anolis darlingtoni
- Anolis deltae
- Anolis desechensis
- Anolis dissimilis
- Anolis distichus
- Anolis dolichocephalus
- Anolis eewi
- Anolis equestris
- Anolis ernestwilliamsi
- Anolis etheridgei
- Anolis eugenegrahami
- Anolis eulaemus
- Anolis euskalerriari
- Anolis evermanni
- Anolis extremus
- Anolis fairchildi
- Anolis fasciatus
- Anolis ferreus
- Anolis festae
- Anolis fitchi
- Anolis fowleri
- Anolis fraseri
- Anolis frenatus
- Anolis fugitivus
- Anolis garridoi
- Anolis gemmosus
- Anolis gingivinus
- Anolis gorgonae
- Anolis greyi
- Anolis griseus
- Anolis guamuhaya
- Anolis gundlachi
- Anolis haetianus
- Anolis hendersoni
- Anolis heterodermus
- Anolis huilae
- Anolis impetigosus
- Anolis incredulus
- Anolis inderenae
- Anolis inexpectatus
- Anolis insignis
- Anolis insolitus
- Anolis isolepis
- Anolis jacare
- Anolis juangundlachi
- Anolis koopmani
- Anolis krugi
- Anolis kunayalae
- Anolis laevis
- Anolis lamari
- Anolis latifrons
- Anolis leachii
- Anolis lividus
- Anolis longicauda
- Anolis longiceps
- Anolis longitibialis
- Anolis loysiana
- Anolis luciae
- Anolis lucius
- Anolis luteogularis
- Anolis luteosignifer
- Anolis macilentus
- Anolis maculigula
- Anolis magnaphallus
- Anolis marcanoi
- Anolis marmoratus
- Anolis marron
- Anolis maynardi
- Anolis megalopithecus
- Anolis menta
- Anolis microtus
- Anolis mirus
- Anolis monensis
- Anolis monticola
- Anolis nasofrontalis
- Anolis neblininus
- Anolis nelsoni
- Anolis nicefori
- Anolis nigrolineatus
- Anolis noblei
- Anolis nubilis
- Anolis occultus
- Anolis oculatus
- Anolis oligaspis
- Anolis olssoni
- Anolis oporinus
- Anolis orcesi
- Anolis palmeri
- Anolis parilis
- Anolis paternus
- Anolis peraccae
- Anolis philopunctatus
- Anolis phyllorhinus
- Anolis pigmaequestris
- Anolis placidus
- Anolis pogus
- Anolis poncensis
- Anolis porcatus
- Anolis porcus
- Anolis princeps
- Anolis proboscis
- Anolis propinquus
- Anolis pseudotigrinus
- Anolis pulchellus
- Anolis pumilus
- Anolis punctatus
- Anolis purpurescens
- Anolis radulinus
- Anolis rejectus
- Anolis richardii
- Anolis ricordi
- Anolis rimarum
- Anolis roosevelti
- Anolis roquet
- Anolis ruizi
- Anolis rupinae
- Anolis sabanus
- Anolis santamartae
- Anolis scriptus
- Anolis semilineatus
- Anolis sheplani
- Anolis shrevei
- Anolis singularis
- Anolis smallwoodi
- Anolis smaragdinus
- Anolis solitarius
- Anolis spectrum
- Anolis squamulatus
- Anolis strahmi
- Anolis stratulus
- Anolis terueli
- Anolis tetarii
- Anolis tigrinus
- Anolis toldo
- Anolis transversalis
- Anolis trinitatis
- Anolis vanidicus
- Anolis vanzolinii
- Anolis wattsi
- Anolis vaupesianus
- Anolis websteri
- Anolis ventrimaculatus
- Anolis vermiculatus
- Anolis vescus
- Anolis whitemani
- Anolis williamsii
- Anolis williamsmittermeierorum